# Gavia Chica
Gavia Chica är en ort i Mexiko.   Den ligger i kommunen Texcaltitlán och delstaten Mexiko, i den södra delen av landet, 100 km sydväst om huvudstaden Mexico City. Gavia Chica ligger 2 410 meter över havet och antalet invånare är 462.
Terrängen runt Gavia Chica är kuperad åt nordost, men åt sydväst är den bergig. Terrängen runt Gavia Chica sluttar västerut. Runt Gavia Chica är det ganska glesbefolkat, med 43 invånare per kvadratkilometer. Närmaste större samhälle är Jesús del Monte, 17,6 km norr om Gavia Chica. I omgivningarna runt Gavia Chica växer i huvudsak blandskog.